# Tetraceratops
Tetraceratops foi um sinápsida parecido com um lagarto. Ele viveu durante o Primeiro período Permiano. Segundo um relatório recente, controvertido, Tetraceratops insignis é o primeiro terápsida conhecido . Outros cientistas, por outro lado, dizem que ele é uma espécie mais primitiva de sinápsida, possivelmente um pelicossauro excepcional, parecido com um lagarto. Evidência a favor do campo  pró-terápsida mostra que a fenestra temporal do Tetraceratops se parece com a dos Biarmosuchia.
É conhecido por um crânio de 90 milímetros de longitude única, descoberta no Texas, em 1908.

## Aparência
Contrário ao seu nome de gênero, Tetraceratops de fato tem seis chifres, um par que é nos ossos pré-maxila, um par nos ossos pré-frontais, e um par nos processos angulares da mandíbula. Quando foi descoberto e descrito em 1908, o crânio ainda era embutida em uma matriz, e só o pré-maxila e os pares pré-frontais foram visíveis. Em vida, assim, ele deveria ser parecido com um lagarto com quatro chifres no seu focinho, e um par de grandes espinhas que emanam das laterais da junta de sua maxila.